# Mouvement Force de la Serbie
Le Mouvement Force de la Serbie (en serbe cyrillique : Покрет снага Србије ; en serbe latin : Pokret snaga Srbije ; en abrégé : PSS) est un parti politique de centre droit serbe. Il a été fondé en 2004 et a son siège à Belgrade. Il est actuellement présidé par Bogoljub Karić ; son fils Dragomir Karić en est le vice-président et sa femme, Milanka Karić, en est l'un des présidents adjoints.

## Historique

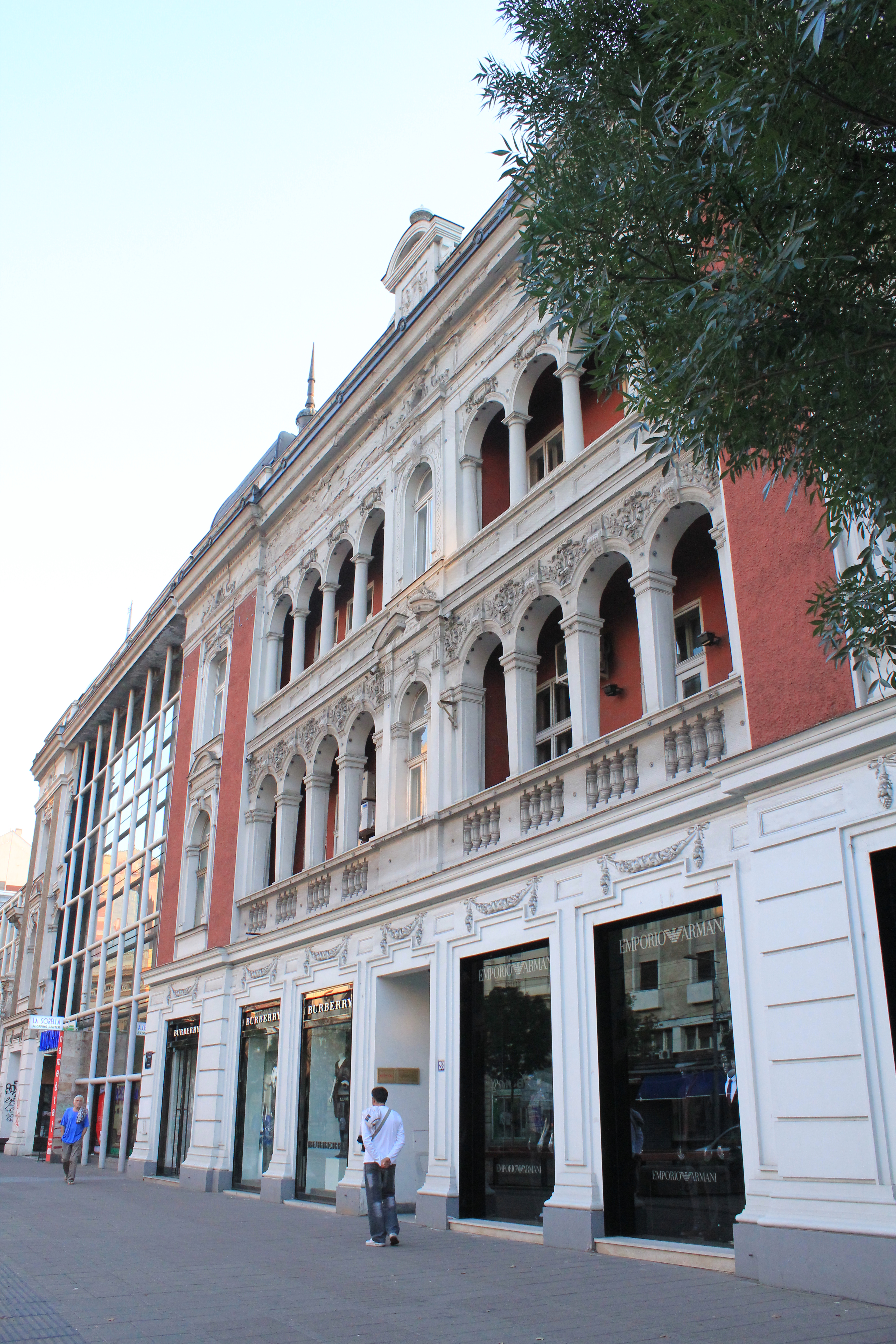
Le Palais Atina, sur Terazije, siège du parti

Le Mouvement Force de la Serbie a été créé en 2004 par l'homme d'affaires Bogoljub Karić, l'un des hommes les plus riches de Serbie, allié de Slobodan Milošević jusqu'en 1997, et parfois considéré comme le « Berlusconi serbe ».

## Activités électorales

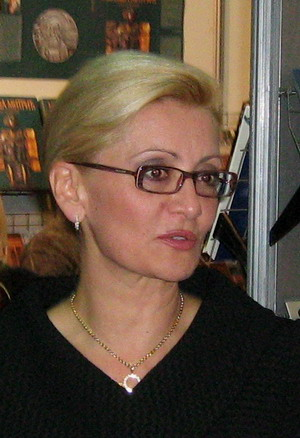
Milanka Karić

Bogoljub Karić arrive en 3e position après Tomislav Nikolić et Boris Tadić au premier tour de l'élection présidentielle serbe du 13 juin 2004, remportant 18,23 % des suffrages.
Le mouvement prend part aux élections législatives de 2007 ; il obtient 1,75 % des suffrages et ne remporte aucun siège. En 2008, Milanka Karić, la femme de Bogoljub Karić, est désignée par le mouvement pour participer à l'élection présidentielle du 20 janvier ; à l'époque, Bogoljub Karić est en prison et ne peut se présenter lui-même[réf. nécessaire] ; elle obtient 0,98 % des voix. Aux élections législatives du 20 mai, le parti recueille 0,54 % des voix et n'obtient aucun député.
En 2012, Force de la Serbie participe à la coalition « Donnons de l'élan à la Serbie » emmenée par Tomislav Nikolić, alors président du Parti progressiste serbe (SNS). Milanka Karić et son fils Dragomir Karić figurent respectivement à la 9e et à la 37e place sur la liste, ce qui leur permet d'être élus députés à l'Assemblée nationale de la république de Serbie.

## Positionnement et programme
Sur le plan politique, le PSS est considéré comme appartenant à la droite politique de la Serbie. Karić avait centré sa campagne de 2004 sur les questions économiques, affirmant qu'il voulait « mettre la Serbie au travail ».